# Ołtarz Trzech Tysiącleci

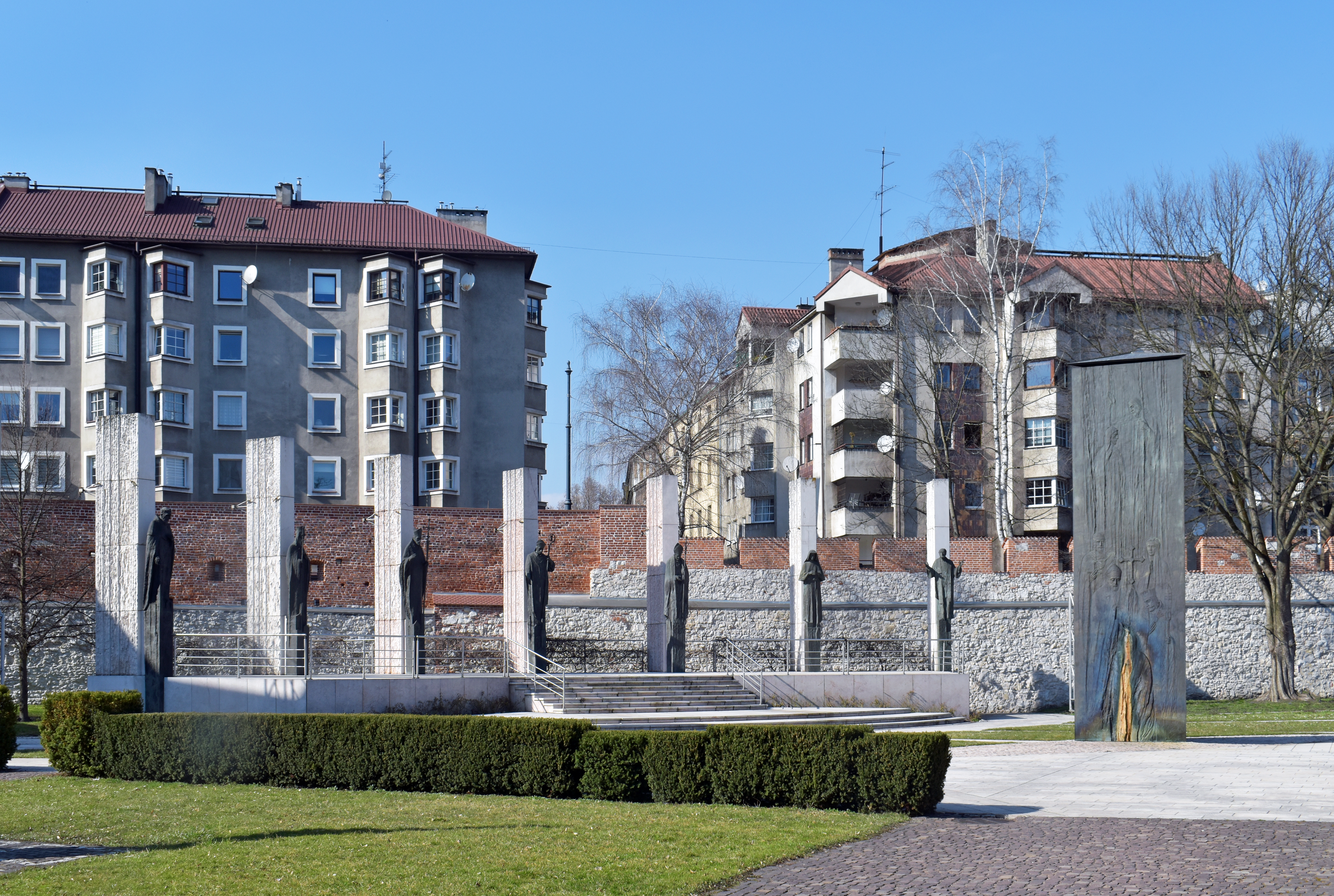
Ołtarz Trzech Tysiącleci. Z prawej Obelisk Trzech Sakramentów (chrztu, eucharystii i bierzmowania).

Ołtarz Trzech Tysiącleci – ołtarz stojący na dziedzińcu klasztoru paulinów na Skałce w Krakowie, odsłonięty w 2008 roku. 

## Opis
Całe założenie zajmuje ok. 1000 m². Oprócz samego ołtarza w jego skład wchodzi przestrzeń przed nim (przeznaczona na 500 krzeseł), prowadzące do niego alejki i siedmiometrowy obelisk z brązu z wyobrażeniami sakramentów chrztu, bierzmowania i eucharystii. Ołtarz składa się z podwyższenia ze schodami, na którym ustawiony jest stół ofiarny. Na tylną część ołtarza składają się ustawione półkoliście filary z wapienia o wysokości 8 m. Przy każdym filarze stoi czterometrowy posąg z brązu, przedstawiający świętego lub zasłużonego dla Polski – w centrum św. Stanisława, po lewej św. Wojciecha, po prawej św. Jana Pawła II i dalej po bokach św. Jadwigę, św. Jana Kantego, o. Augustyna Kordeckiego i św. Faustynę. 
Oprócz pełnienia funkcji liturgicznych, ołtarz może być również wykorzystywany np. podczas koncertów.

## Historia i kontrowersje
Pomysłodawcą budowy Ołtarza Trzech Tysiącleci był przeor klasztoru paulinów na Skałce Andrzej Napiórkowski, a fundatorami Lucyna i Piotr Skalscy. W styczniu 2007 Andrzej Napiórkowski ogłosił zamknięty konkurs na projekt nowego ołtarza, do którego zaproszono sześć zespołów; pięć z nich nadesłało projekty. Jury w składzie: ks. kard. Stanisław Dziwisz, o. Andrzej Napiórkowski, Jan Janczykowski (wojewódzki konserwator zabytków) i Piotr Skalski, wyłoniło projekt zespołu prof. Wincentego Kućmy. Koszt budowy wyniósł kilka milionów złotych. Ołtarz powstał w ciągu 9 miesięcy na miejscu, na którym wcześniej stał drewniany krzyż, przyniesiony podczas spotkania Jana Pawła II z artystami i młodzieżą w 1979 roku oraz ołtarz polowy. Projekt ołtarza wzbudził wątpliwości Rady Dzielnicy I, obawiającej się przytłoczenia Skałki oraz wojewódzkiego konserwatora zabytków, na którego prośbę wysokość filarów zmniejszono o 1 m. 
W fundamenty ołtarza wmurowano kamienie węgielne z Watykanu, Gniezna i Teb, poświęcone przez kard. Stanisława Dziwisza. 
Uroczyste poświęcenie Ołtarza Trzech Tysiącleci przez kard. Stanisława Dziwisza miało miejsce 8 maja 2008. Towarzyszyło mu "Credo" Krzysztofa Pendereckiego, wykonane pod batutą kompozytora przez Chór i Orkiestrę Symfoniczną Akademii Muzycznej w Krakowie oraz Chór Chłopięcy filharmonii w Krakowie. Pierwsza msza święta przy ołtarzu została odprawiona 11 maja 2008, po procesji św. Stanisława z Wawelu na Skałkę.
Ołtarz Trzech Tysiącleci zwyciężył w plebiscycie Archi-Szopa na najgorszą budowlę Krakowa 2008 roku. Jurorzy konkursu ocenili tę inwestycję jako krakowskie tchnienie Lichenia; podkreślali również, że Ołtarz przytłoczył otoczenie. Zdaniem Zbigniewa Beiersdorfa to wyjątkowy przykład banalizacji świętego miejsca, szczególnie istotnego w historii Krakowa i całej Polski. Tomasz Malkowski z katowickiej "Gazety Wyborczej" za jedyne pozytywne cechy Ołtarza uznał soczystą zieleń, którą tam nasadzono przy okazji tej inwestycji oraz płócienne płachty, które sprawiają wrażenia eterycznych.